# Ezio Stoppoloni
Ezio Stoppoloni (fl. XX secolo) è stato un calciatore italiano, di ruolo attaccante.

## Carriera
Con l'Alba Roma disputa 6 gare nei campionati di Prima Divisione 1923-1924 e 1924-1925. Ceduto alla Fortitudo Pro Roma, disputa 3 gare nel campionato di Divisione Nazionale 1926-1927.
Dopo aver militato nella Pippo Massangioli Chieti, passa alla Ternana dove realizza 12 reti in 32 partite nelle stagioni 1930-1931 e 1931-1932. L'anno successivo viene ceduto all'Aquila.